# Jurrian Stroink
Jorrien Stroynk of Jurrian Stroink Rutgersz (? - 20 augustus 1684) was burgemeester van Enschede van 1651 tot 1672.
Hij werd rond 1615 geboren in Delden en kocht rond 1642 een huis aan de Markt in Enschede. In 1646 werd hij lid van de schutterij. Stroink werkte als graankoper en herbergier. Op 22 februari 1660 waren hij en zijn voorganger Johan Becker betrokken bij rellen na een uit de hand gelopen diner op het stadhuis tijdens de verkiezing van een nieuw stadsbestuur.
Stroink overleed op 20 augustus 1684 en werd begraven in de Grote Kerk.